# Уеб трафик
Уеб трафик (на английски: Web traffic) е количеството данни, което се обменя чрез всеки уеб сайт. Той представлява голяма част от глобалния интернет трафик. Определя се от броя на посетителите и броя на страниците, които посещават. Уеб сайтовете наблюдават входящият и изходящият трафик, за да установят кои отдели или страници са най-посещавани и дали има специфични тенденции, например определена страница да е популярна при посетители от една държава. Съществуват много начини за наблюдение на трафика, а събраната информация се използва за по-добро структуриране на уеб сайта, откриване на проблеми със сигурността или да индикира потенциална липса на пропускателна способност, тъй като не всякакъв уеб трафик е желан.
Някои компании предлагат рекламни планове, при които срещу увеличаване на уеб трафика, плащат за място на уеб страницата си. Уеб сайтовете често се целят да увеличат техния уеб трафик, като бъдат включени в търсачки и чрез оптимизация за търсачките.

## Анализиране на уеб трафик
Уеб аналитика е измерването на поведението на посетителите на уеб сайт. От търговска гледна точка, често стига до определянето на това кои сектори на уеб сайта подпомагат постигането на целите на интернет маркетинга; например кои страници окуражават потребителите да направят покупка.

## Измерване на уеб трафик
Уеб трафикът се измерва, за да се определи посещаемостта на уеб сайтове, части от тях или определени страници. Уеб трафикът може да се анализира чрез преглеждане на статистиките на трафика, които се намират в дневника на сървъра (en: server log), автоматично генериран списък на всички обслужени страници. Посещение или импресия се генерира, когато посетителя отвори която да е страница в уеб страницата – посетителят винаги ще генерира поне една импресия, но би могъл да генерира повече. Следните типове информация често се сравняват, когато се следи уеб трафика:
- Брой посетители
- Среден брой импресии на посетител – висок брой показва, че посетителите се задълбочават в уеб сайта
- Средна продължителност на посещението – цялата продължителност на престой на посетителя.
- Средна продължителност на страницата – колко време се гледа определена страница.
- Натоварени времена – времето, когато уеб сайтът се посещава най-много би било най-доброто време за промоционални кампании, а когато посещенията намаляват – за поддръжка на уеб сайта.
- Най-изисквани страници – най-посещаваните страници.
- Най-изисквани входящи страници – началната страница е първата, която посетителят вижда и показва кои са страниците, които привличат най-много посещения.
- Най-изискваните изходящи страници – те могат да индикират лошо направени страници, повредени линкове или често посещаван външен линк.
- Най-добра пътека – последователността на посетените страници от началото до края, като се определя пътя, по който повечето посетители минават през уеб сайта.

## Контролиране на уеб трафик
Количеството на трафик към уеб сайт е мярка за неговата популярност. Чрез анализиране на статистиките е възможно да се намерят слаби места на уеб сайта и следователно тези звена да се подобрят. Също така е възможно да се увеличат посещенията на уеб сайта.

### Ограничаване на достъпа
Понякога е препоръчително достъпа до определени секции на уеб сайта да се предпазва с парола, която позволява само на оторизирани хора да посещават някои страници.
Някои администратори на уеб сайтове решават да ограничат достъпа до уеб страници по друг начин, например географско положение. Сайтът на кампанията за преизбиране на Джордж Уокър Буш за президент на САЩ беше блокиран към всички интернет потребители извън САЩ на 24 октомври 2004 г., след атака срещу уеб сайта.

### Уеб трафик чрез оптимизация на търсачките
Уеб трафик може да бъде придобит по няколко начина. С постигане на висок рейтинг в търсачките за желаните ключови думи, лесно може да се привлекат нови посетители. От голяма важност тук са структурирането на уеб сайта и неговата достоверност.

### Увеличаване на уеб трафик
Уеб трафика може да се увеличи чрез включването на уеб сайта в търсачки или закупуването на реклама, включително и имейл спам и поп-ъп реклами. Уеб трафикът може да се увеличи и чрез закупуването на реклама извън интернет.
Ако една уеб страница не се намира сред първите резултати на търсенето, шансовете да бъде намерена намаляват драстично. Много малко хора минават първата страница, когато търсят нещо, а процента за следващата е още по-нисък. Следователно, доброто пласиране на уеб страницата е важно почти колко нея. 

### Органичен трафик
Уеб трафик, който идва от неплатени резултати от търсачките или уеб директории се нарича органичен. Той се генерира и може да се увеличи с включване на уеб сайта в директории, търсачки, гидове (например жълти страници или гид за заведения) или уеб сайтове с награди.
В повечето случаи, най-добрият начин за увеличаване на уеб трафика е да се регистрира в основните търсачки. Самата регистрация не гарантира посещения, тъй като търсачката индексира информацията посредством определен алгоритъм.

## Претоварване на мрежата
Прекалено много уеб трафик може драстично да забави или дори да предотврати достъпа до уеб сайта. Това се причинява от прекалено много заявки за файлове изпратени до сървъра, повече отколкото може да обслужи. Причината за това може да бъде голямата известност на уеб страницата или целенасочена атака. Големите уеб сайтове използват множество сървъри и могат да обслужат всички заявки, затова претоварването е по-често срещано при малките уеб сайтове.

### Атака за отказ на услуга
Атаки за отказ на услуга са принуждавали уеб сайтове да затворят след атака, „наводняване“ на уеб сайта с повече заявки, отколкото сървъра може да обслужи. При по-мащабни координирани атаки се използват и вируси.

### Внезапно покачване на популярност
Претоварване може да предизвикат неочаквани събития, като репортаж в медиите, който включва уеб сайта или след вълна от спам. Друга причина може да бъде публикуван линк в голям уеб сайт, т.нар. „слашдот“ ефект, след който има вълна от посетители, с които сървърът не може да се справи.